# Giappone ai XVIII Giochi olimpici invernali
Il Giappone partecipò ai XVIII Giochi olimpici invernali, svoltisi a Nagano, Giappone, dal 7 al 22 febbraio 1998, con una delegazione di 156 atleti impegnati in quattordici discipline.